# Shahrestān-e Golpāyegān
Shahrestān-e Golpāyegān (persiska: شهرستان گلپايگان, گلپايگان) är en delprovins (shahrestan) i Iran.   Den ligger i provinsen Esfahan, i den centrala delen av landet, 260 km söder om huvudstaden Teheran.
Delprovinsen hade 90 086 invånare 2016.